# Thibaut Favrot
Thibaut Favrot (ur. 22 grudnia 1994 w Strasburgu) – francuski narciarz alpejski.

## Kariera
Po raz pierwszy na arenie międzynarodowej pojawił się 28 listopada 2009 roku w Val Thorens, gdzie w zawodach CIT w gigancie zajął 51. miejsce. W 2013 roku wystartował na mistrzostwach świata juniorów w Québecu, gdzie zajął 20. miejsce w slalomie i 33. miejsce w zjeździe. Na rozgrywanych rok później mistrzostwach świata juniorów w Jasnej jego najlepszym wynikiem było ósme miejsce w superkombinacji.
W zawodach Pucharu Świata zadebiutował 25 października 2015 roku w Sölden, gdzie nie zakwalifikował się do pierwszego przejazdu giganta. Pierwsze pucharowe punkty wywalczył 17 grudnia 2017 roku w Alta Badia, zajmując w tej samej konkurencji 24. miejsce. Na podium po raz pierwszy stanął rok później, 17 grudnia 2018 roku w tej samej miejscowości, kończąc rywalizację w gigancie równoległym na drugiej pozycji. W zawodach tych rozdzielił na podium Austriaka Marcela Hirschera i swego rodaka, Alexisa Pinturault.

## Osiągnięcia

### Igrzyska olimpijskie
| Miejsce | Dzień     | Rok  | Miejscowość | Konkurencja | Czas biegu | Strata | Zwycięzca      |
| ------- | --------- | ---- | ----------- | ----------- | ---------- | ------ | -------------- |
| 5.      | 13 lutego | 2022 | Pekin       | Gigant      | 2:09,35    | +1,69  | Marco Odermatt |

### Mistrzostwa świata
| Miejsce | Dzień     | Rok  | Miejscowość       | Konkurencja       | Czas biegu | Strata | Zwycięzca      |
| ------- | --------- | ---- | ----------------- | ----------------- | ---------- | ------ | -------------- |
| DNF     | 16 lutego | 2021 | Cortina d’Ampezzo | Gigant równoległy | -          | -      | Mathieu Faivre |
| DNF2    | 19 lutego | 2021 | Cortina d’Ampezzo | Gigant            | 2:05,86    | -      | Mathieu Faivre |

### Mistrzostwa świata juniorów
| Miejsce | Dzień     | Rok  | Miejscowość | Konkurencja     | Czas biegu | Strata | Zwycięzca                |
| ------- | --------- | ---- | ----------- | --------------- | ---------- | ------ | ------------------------ |
| 33.     | 22 lutego | 2013 | Québec      | Zjazd           | 1:30,95    | +3,49  | Nils Mani                |
| 20.     | 26 lutego | 2013 | Québec      | Slalom          | 1:59,40    | +7,48  | Manuel Feller            |
| 8.      | 26 lutego | 2014 | Jasná       | Superkombinacja | 2:21,69    | +0,79  | Matteo de Vettori        |
| 27.     | 26 lutego | 2014 | Jasná       | Supergigant     | 1:30,63    | +2,09  | Marco Schwarz            |
| 39.     | 2 marca   | 2014 | Jasná       | Zjazd           | 1:17,31    | +1,68  | Adrian Smiseth Sejersted |
| 22.     | 4 marca   | 2014 | Jasná       | Gigant          | 2:03,14    | +4,66  | Henrik Kristoffersen     |
| DNF1    | 5 marca   | 2014 | Jasná       | Slalom          | 1:37,21    | -      | Henrik Kristoffersen     |

### Puchar Świata

#### Miejsca w klasyfikacji generalnej
- sezon 2014/2015: -
- sezon 2015/2016: -
- sezon 2016/2017: -
- sezon 2017/2018: 110.
- sezon 2018/2019: 61.
- sezon 2019/2020: 59.
- sezon 2021/2021: 33.
- sezon 2021/2022: 87.

#### Miejsca na podium w zawodach
1. Alta Badia – 17 grudnia 2018 (gigant równoległy) – 2. miejsce